# Roger Hedlund
Roger Karl Hedlund, född 6 november 1979 i Valbo församling i Gävleborgs län, är en svensk politiker (sverigedemokrat). Han är ordinarie riksdagsledamot sedan 2014, invald för Gävleborgs läns valkrets sedan 2018 (dessförinnan Stockholms läns valkrets 2014–2018).

## Biografi
Hedlund är uppvuxen i Gävle. Innan riksdagsinträdet arbetade han som industriarbetare. Han är sedan 2006 ledamot av kommunfullmäktige i Gävle kommun (gruppledare 2006–2014). Han har också varit ledamot i regionfullmäktige i Region Gävleborg (gruppledare 2010–2014). Han invaldes i Sveriges riksdag 2014 och är ledamot av civilutskottet, och har varit partiets bostadspolitiska talesperson. Hedlund var ledamot av Gävle pastorat 2005–2018, ledamot av Uppsala stiftsfullmäktige 2009-2018 och ledamot av kyrkomötet 2013-2017.. Han är ordförande för Sverigedemokraterna i Gävleborgs län sedan 2003 och ledamot i partistyrelsen sedan 2015, efter att ha varit ersättare 2013–2015. 
År 2001 dömdes Hedlund för två fall av misshandel som begicks tillsammans med den lokala ledaren för nazistpartiet Nationalsocialistisk front (NSF); påföljden blev samhällstjänst och böter.